# René Laforgue
Pour les articles homonymes, voir Laforgue.
René Laforgue (5 novembre 1894 - 6 mars 1962) est un psychiatre et psychanalyste français. Il est notamment à l'origine de la notion de névrose d'échec. Il participe en 1926 à la fondation de la Société psychanalytique de Paris dont il est le premier président.

## Biographie
Né en Alsace, à Thann, le 5 novembre 1894, René Laforgue est mobilisé dans l’armée allemande en 1914-1918. Il étudie la médecine à Berlin, mais il soutient en France en 1919 sa thèse de médecine consacrée à « l'affectivité dans la schizophrénie ».

### Activités psychanalytiques
Il fait une psychanalyse avec Eugénie Sokolnicka alors chargée de mission pour Sigmund Freud en France. En 1923, il ouvre la première consultation psychanalytique hospitalière en France, à l’hôpital Sainte-Anne dans le service d'Henri Claude. En 1925, il cofonde la revue L'Évolution psychiatrique.
Il crée avec René Allendy et Édouard Pichon, les premiers cercles freudiens en France, qui donneront naissance en 1926 à la Société psychanalytique de Paris dont il est le premier président. Il participe en 1927 à la fondation de la Revue française de psychanalyse impulsée par Marie Bonaparte, aux côtés d'Angelo Hesnard, Charles Odier et Raymond de Saussure.
Il correspond avec Freud, écrit quelques ouvrages de référence, notamment Psychopathologie de l'échec, et analyse de nombreux psychanalystes parisiens, notamment Jean Bergeret, Françoise Dolto ou Ménie Grégoire.

### Mise en cause à la Libération
Son attitude durant la guerre et ses tentatives de collaboration avec l’Institut Göring de Berlin contrôlé par les Nazis lui valent d'être mis en cause après la guerre, par les autres psychanalystes de la Société psychanalytique de Paris qui pour leur part avaient choisi l'exil (Marie Bonaparte) ou la résistance, et dont certains exerçaient clandestinement après la fermeture de la Société en 1940. 
Il est poursuivi après la guerre, notamment à la demande de ses collègues psychanalystes. Il se défend en indiquant qu'il avait hébergé son ami et éditeur Bernard Steele qui était juif, ainsi que des résistants dans sa propriété de La Roquebrussane, et qu'il avait facilité le passage d'Olivier Freud, un fils de Sigmund Freud et de son épouse par l'Espagne, et dirigé l'analyse d'Eva Freud,,. Il est acquitté à l'issue d'un procès devant la section d'épuration de la cour d'appel de Paris, mais non réhabilité.

### Fin de vie
Sa carrière ne se remit pas de ces événements. Il participe à la revue Psyché de Maryse Choisy, puis en 1953, il quitte la Société psychanalytique de Paris pour la Société française de psychanalyse. Il s'installe en 1956 à Casablanca où il fonde un institut de psychanalyse. Il revient en France en 1956, en lien avec l'indépendance du Maroc.
Il meurt le 6 mars 1962 dans le 16e arrondissement de Paris.

### Théorisation de la névrose d'échec
René Laforgue est à l'origine de la notion de « névrose d'échec », terme qu'il introduit en psychanalyse dans son ouvrage Psychopathologie de l'échec, paru chez Payot en 1939 (d'après la référence bibliographique donnée par Jean Laplanche et Jean-Bertrand Pontalis) ou en 1941 dans Les Cahiers du Sud selon d'autres sources. Selon Laplanche et Pontalis, cette notion est associée à de nombreux travaux de Laforgue consacrés à la fonction du surmoi, aux mécanismes d'auto-punition et à la psychopathologie de l'échec en général. L'auteur repère en effet toutes sortes de syndromes d'échec dans la vie affective de l'individu ainsi que dans des groupes sociaux comme la famille, la classe, le groupe ethnique, en cherchant un ressort commun au fonctionnement de tels groupes  : l'action du surmoi.

## Publications

### Ouvrages
- La Psychanalyse et les névroses (en collaboration avec René Allendy, préface de Henri Claude). Payot, 1924.
- "Le Rêve et la psychanalyse". Ouvrage publié par le Dr R. Laforgue. Avec la collaboration des Drs Allendy, Ed. Pichon, R. de Saussure. Introduction de M. le Dr Hesnard, 1926
- L'Échec de Baudelaire, Denoël, 1931
- Misère de l'homme (Récit), Denoël, 1932
- Clinique psychanalytique : conférences faites à l'institut de psychanalyse de Paris, Denoël, 1936
- Relativité de la réalité, Denoël, 1937
- Psychopathologie de l'échec (1941), Marseille, Les Cahiers du Sud ; Paris,  Payot, 1944, nouv. éd. ; Paris, Payot 3e éd. revue, 1950 ; Genève, Édition du Mont-Blanc, revue par Délia Laforgue, 1963 ; puis Guy Trédaniel, 1990,  (ISBN 2857076037)
- Talleyrand (l'homme de la France), Edition Mont-Blanc, 1947
- Essais sur la schizonoïa (articles de 1923-1929), Edition Mont-Blanc, 1965
- Au-delà du scientisme (articles parus dans la revue Psyche), Edition Mont-Blanc, 1965
- Réflexions psychanalytiques  (articles parus dans la revue Psyche entre autres), Edition Mont-Blanc, 1965
- Les Processus d'auto-punition (écrit principalement par Angelo Hesnard), Denoël et Steele, Paris, 1931, 83 p.

### Correspondance
- Correspondance « Sigmund Freud/René Laforgue, Correspondance 1923-1937 », traduction d'André Bourguignon, Nouvelle revue de psychanalyse, 15, 1977.